# Pingstkyrkan, Luleå
Pingstkyrkan är en kyrkobyggnad som ligger i centrum av Luleå.